# 221-я стрелковая дивизия (2-го формирования)
221-я стрелковая дивизия — воинское соединение Вооружённых Сил СССР в Великой Отечественной войне

## История
Дивизия была сформирована в июне 1943 года на Южном фронте на базе 79-й стрелковой бригады.
Приняла участие в Донбасской операции с 20.08.1943 года, наступая на приморском направлении. В ходе операции приняла участие в освобождении города Мариуполь 10.09.1943 года. 02.09.1943 года перешла в наступление, к исходу 04.09.1943 освободила посёлок Павлополь и вышла к реке Кальмиус юго-восточнее села Чермалык. 05.09.1943 отбила несколько контратак противника и в 18:00 форсировала реку. 09.09.1943 года в 14:00 дивизия перешла в наступление уже на подступах к Мариуполю с задачей прорвать Кальмиусский оборонительный рубеж противника в направлении совхоз имени Петровского — совхоз «Зирка» — станция Сартана. 10.09.1943 участвовала в полном освобождении города от противника.
После боёв за Мариуполь участвовала в Мелитопольской наступательной операции, с 26.09.1943 вела тяжёлые бои на рубеже реки Молочная, вплоть до 09.10.1943 оборону противника не удавалось прорвать, однако после 09.10.1943 наступление начало развиваться, дивизия наступала южнее Мелитополя в обход города с юго-запада.
По окончании операции вела тяжёлые бои по ликвидации никопольского плацдарма, затем была выведена в резерв.
С 08.03.1944 года участвовала в Проскуровско-Черновицкой операции. Дивизия прорвались к реке Южный Буг, форсировала её южнее Винницы 17.03.1944 года и овладела населённым пунктом Шкуринцы (12 км юго-западнее Винницы) и 20.03.1944 года приняла участие в освобождении Винницы. Точнее сказать на 20.03.1944 она уже была переброшена в район Жмеринки и вела ожесточённые бои в западной части города. С 22.03.1944 преследовала винницкую группировку противника в направлении Каменец-Подольского, передовыми частями участвовала в отрезании путей отхода группировки и её окружении в районе города Бар, затем вела напряжённые бои западнее Каменец-Подольского. К 17.04.1944 года дивизия сосредоточилась южнее Городомка.
После операции дивизия была погружена в эшелоны и направлена через Нежин, Курск, Шлиссельбург на рубеж реки Свирь для участия в Свирско-Петрозаводской операции, однако в операции, как и весь корпус, участия не принимала, а была переброшена на Карельский перешеек, где участвовала с 10.06.1944 года в Выборгской операции, наступая из района Белоострова и в дальнейшем северо-восточнее города Выборга в районе станции Тали. После окончания боевых действий с Финляндией находилась на границе до ноября 1944 года, затем была выведена в резерв и к 31.10.1944 года передислоцирована к границе с Восточной Пруссией в районе озера Выльштынец. В период с 01.11.1944 по 15.12.1944 года вела боевые действия в районе восточнее г. Гольдап, отражая ожесточенные контратаки противника. По данным донесений боевые потери за этот период составили 214 человек убитыми. 05.12.1944 года дивизия была передана в состав 39-й армии и к началу января 1945 года передислоцировалась в её полосу наступления.
Перед началом Восточно-Прусской операции имела задачу наступать во втором эшелоне за 358-й стрелковой дивизией и с овладением последней второй полосы обороны противника развернуться из-за её правого фланга на рубеже Гросс Туллен, Хенскишкен в готовности развить наступление в общем направлении на Мешкуппен. С вводом в бой дивизии должен был быть переподчинён 1197-й самоходно-артиллерийский полк.
Наступление развивалось не в полном соответствии с планом, и 15.01.1945 года дивизии была поставлена задача уничтожить противника в районе Ляшен, в последующем с хода овладеть второй полосой обороны противника и выйти на западную окраину Хенскишкен. Для выполнения задания дивизии были приданы 28-я гвардейская танковая бригада, 35-й отдельный танковый полк, 350-й гвардейский самоходно-артиллерийский полк, 42-й миномётный полк реактивной артиллерии, 919-й артиллерийский полк, 286-й истребительно-противотанковый артиллерийский дивизион.
Дивизия натолкнулась на сильное сопротивление противника и концу 15.01.1945 вела упорные бои в районе Ляшен. Дивизии было приказано вводом в бой своего второго эшелона в течение ночи овладеть Хенскишкен и с утра 16.01.1945 главными силами развить наступление в направлении Шпуллен. 16.01.1945 днём дивизия овладела Хенскишкеном, однако в ночь на 17.01.1945 была выбита из него, днём 17.01.1945 вновь овладела городом, развивая наступление в западном направлении, 671-м полком овладела Будупенен, а 695-м полком вела бои за Шпуллен. 625-й полк — второй эшелон дивизии — находился[кто?] в районе Лаугаллен. 25.01.1945 года дивизия приняла участие в освобождении Тапиау.
На заключительном этапе боевых действий наступала северо-западнее Кёнигсберга, отсекая группировку немецких войск, закончила боевые действия на побережье Балтийского моря и 01.05.1945 года была выведена в резерв Ставки ВГК.
В июне 1945 года была переброшена на Восток, где приняла участие в Хингано-Мукденской операции, наступая на одном из самых тяжёлых направлений — Халунь-Аршанском. Участвовала в освобождении китайского города Солунь.
Расформирована в 1947 году, личный состав 671-го стрелкового полка обращён на формирование 437-конвойного полка.

## Полное название
221-я стрелковая Мариупольско-Хинганская Краснознамённая ордена Суворова дивизия

## Состав
- 625-й стрелковый полк
- 671-й стрелковый полк
- 695-й стрелковый полк
- 659-й артиллерийский полк
- 422-й отдельный истребительно-противотанковый дивизион
- 296-я отдельная разведывательная рота
- 379-й отдельный сапёрный батальон
- 595-й отдельный батальон связи (1455 отдельная рота связи)
- 366-й отдельный медико-санитарный батальон
- 188-я отдельная рота химической защиты
- 542-я автотранспортная рота
- 511-й самоходно-артиллерийский дивизион (с 9.8.45 г)
- 385-я полевая хлебопекарня
- 855-й дивизионный ветеринарный лазарет
- 1881-я полевая почтовая станция
- 313-я полевая касса Государственного банка

## Укомплектованность
- на начало 1945 года: 6677 человек, 221 ручной пулемёт, 75 станковых пулемётов, 18 зенитных пулемётов, 18 120-мм миномётов, 54 82-мм миномёта, 10 122-мм гаубиц, 32 76-миллиметровых пушек, 11 76-миллиметровых противотанковых пушек ЗИС-3, 35 45-мм противотанковых пушек, 153 автомобиля.

## Подчинение
| Дата            | Фронт (округ)         | Армия                 | Корпус (группа)         | Примечания                                                      |
| --------------- | --------------------- | --------------------- | ----------------------- | --------------------------------------------------------------- |
| 01.07.1943 года | Южный фронт           | 5-я ударная армия     | -                       | -                                                               |
| 01.08.1943 года | Южный фронт           | 5-я ударная армия     | -                       | -                                                               |
| 01.09.1943 года | Южный фронт           | 44-я армия            | -                       | -                                                               |
| 01.10.1943 года | Южный фронт           | 28-я армия            | -                       | -                                                               |
| 01.11.1943 года | 4-й Украинский фронт  | 28-я армия            | 37-й стрелковый корпус  | -                                                               |
| 01.12.1943 года | 4-й Украинский фронт  | 3-я гвардейская армия | 37-й стрелковый корпус  | -                                                               |
| 01.01.1944 года | Резерв Ставки ВГК     | 69-я армия            | 67-й стрелковый корпус  | -                                                               |
| 01.02.1944 года | 1-й Украинский фронт  | 38-я армия            | 67-й стрелковый корпус  | -                                                               |
| 01.03.1944 года | 1-й Украинский фронт  | 38-я армия            | 67-й стрелковый корпус  | -                                                               |
| 01.04.1944 года | 1-й Украинский фронт  | 38-я армия            | 101-й стрелковый корпус | -                                                               |
| 01.05.1944 года | 1-й Украинский фронт  | 60-я армия            | 94-й стрелковый корпус  |                                                                 |
| 01.06.1944 года | 1-й Украинский фронт  | 60-я армия            | 94-й стрелковый корпус  | -                                                               |
| 01.07.1944 года | Карельский фронт      | 7-я армия             | 94-й стрелковый корпус  | -                                                               |
| 01.08.1944 года | Ленинградский фронт   | 21-я армия            | 94-й стрелковый корпус  | -                                                               |
| 01.09.1944 года | Ленинградский фронт   | 21-я армия            | 94-й стрелковый корпус  | -                                                               |
| 01.10.1944 года | Резерв Ставки ВГК     | 21-я армия            | 94-й стрелковый корпус  | -                                                               |
| 01.11.1944 года | Резерв Ставки ВГК     | 21-я армия            | 94-й стрелковый корпус  | с 16.11.1944 по 01.12.1944 в составе 3-го Белорусского фронта   |
| 01.12.1944 года | Резерв Ставки ВГК     | 21-я армия            | 94-й стрелковый корпус  | -                                                               |
| 01.01.1945 года | 3-й Белорусский фронт | 39-я армия            | 94-й стрелковый корпус  | -                                                               |
| 01.02.1945 года | 3-й Белорусский фронт | 39-я армия            | 94-й стрелковый корпус  | с 06.02.1945 по 25.02.1945 в составе 1-го Прибалтийского фронта |
| 01.03.1945 года | 3-й Белорусский фронт | 39-я армия            | 113-й стрелковый корпус | -                                                               |
| 01.04.1945 года | 3-й Белорусский фронт | 39-я армия            | 94-й стрелковый корпус  | -                                                               |
| 01.05.1945 года | Резерв Ставки ВГК     | 39-я армия            | 94-й стрелковый корпус  | -                                                               |
| 01.06.1945 года | Резерв Ставки ВГК     | 39-я армия            | 94-й стрелковый корпус  | -                                                               |
| 01.07.1945 года | Забайкальский фронт   | 39-я армия            | 94-й стрелковый корпус  | -                                                               |
| 01.08.1945 года | Забайкальский фронт   | 39-я армия            | 94-й стрелковый корпус  | -                                                               |
| 09.08.1945 года | Забайкальский фронт   | 39-я армия            | 94-й стрелковый корпус  | -                                                               |
| 03.09.1945 года | Забайкальский фронт   | 39-я армия            | 94-й стрелковый корпус  | -                                                               |

## Командиры
- Блажевич, Иван Иванович (29.06.1943 — 26.12.1943), полковник;
- Кушнаренко, Владислав Николаевич (27.12.1943 — 04.03.1945), полковник, с 13.09.1944 генерал-майор;
- Антрошенков, Фёдор Никитович (05.03.1945 — 02.04.1945), полковник;
- Кушнаренко, Владислав Николаевич (03.04.1945 — 09.11.1945), генерал-майор.

## Награды и наименования
| Награда (наименование)              | Дата                                                                | За что награждена |
| ----------------------------------- | ------------------------------------------------------------------- | --- |
| Почётное наименование Мариупольская | Приказ Верховного Главнокомандующего СССР № 11 от 10.09.1943 года   | За освобождение Мариуполя |
| орден Красного Знамени              | Указ Президиума Верховного Совета СССР от 23.03.1944 года           | За образцовое выполнение заданий командования в боях за освобождение города Винницы и проявленные при этом доблесть и мужество.                                         |
| Орден Суворова II степени           | Указ Президиума Верховного Совета СССР от 19.02.1945 года           | За образцовое выполнение заданий командования в боях с немецкими захватчиками, за прорыв обороны немцев в Восточной Пруссии и проявленный при этом доблесть и мужество. |
| Почётное наименование Хинганская    | Приказ Верховного Главнокомандующего СССР № 0162 от 20.09.1945 года | За отличие при форсировании горного хребта Большой Хинган |

Награды частей дивизии:
- 671-й стрелковый Краснознаменный[3] полк.

## Отличившиеся воины дивизии
| Награда                                                                                                | Ф. И. О.                       | Должность                                                                                             | Звание                    | Дата награждения                 | Примечания                                                                                            |
| --- | ------------------------------ | --- | ------------------------- | -------------------------------- | --- |
| | Крупнов, Алексей Григорьевич   | Командир орудия 659-го артиллерийского полка                                                          | старший сержант, старшина | 22.01.1945 14.03.1945 15.05.1946 | |
| | Перетрухин, Василий Зиновьевич | командир батальона 671-го стрелкового полка                                                           | майор                     | 19.04.1945                       | посмертно                                                                                             |
| | Петренко, Иван Прокофьевич     | командир огневого взвода 659-го артиллерийского полка                                                 | лейтенант                 | 29.06.1945                       | |
| | Титовский, Роман Митрофанович  | Наводчик орудия 659-го артиллерийского полка Командир орудийного расчёта 659-го артиллерийского полка | рядовой ефрейтор          | 09.08.1944 14.03.1945 15.05.1946 | |
| Орден Александра Невского (СССР) · Орден Александра Невского (СССР) · Орден Александра Невского (СССР) | Кабанов, Кузьма Кузьмич        | командир стрелкового батальона 625-го стрелкового полка                                               | капитан                   | 30.11.1943 15.04.1944 13.05.1944 | Является одним из пяти человек в СССР, трижды награждённых орденом Александра Невского                |
| Орден Красной Звезды                                                                                   | Номоконов, Семён Данилович     | снайпер                                                                                               | старшина                  | 28.09.1945                       | За личное уничтожение в районе села Ходатунь во время перехода по Большому Хингану 15 японских солдат |

## Память
- Памятник воинам 221-й стрелковой дивизии в Мариуполе.
- Памятный знак воинам 221-й и 130-й дивизий в Мариуполе.
- Именем дивизии назван бульвар в Мариуполе.
- Улица Николая Краснова, комсорга полка дивизии в Калининграде
- Музей боевого пути 221-й стрелковой дивизии в средней школе № 2 г. Гвардейска Калининградской области (бывш. Тапиау)